# Affonso Romano de Sant'Anna
Affonso Romano de Sant'Anna (Belo Horizonte, 27 de marzo de 1937-Rio de Janeiro, 4 de marzo de 2025) fue un escritor brasileño.

## Biografía
En los años 1950 y 1960 participó en los movimientos de vanguardia poética. En 1961 se graduó en Lenguas Romances, en la Facultad de Filosofía, Ciencias y Letras de UMG, actual Facultad de Letras de la Universidad Federal de Minas Gerais.
En 1965 fue profesor en California (Universidad de Los Ángeles - UCLA), y en 1968 participó en el Programa Internacional de Escritores de la Universidad de Iowa, que agrupó 40 escritores de todo el mundo.
Doctorado en 1969 por la Universidad Federal de Minas Gerais y un año más tarde, creó un curso de postgrado en literatura brasileña en la Universidad Católica de Río de Janeiro. Fue Director del Departamento de Artes y Letras de la PUC-RJ de 1973 a 1976, luego de realizar EXPOESÍA, series de encuentros nacionales de literatura.
Impartió cursos en Alemania (Universidad de Colonia), Estados Unidos (Universidad de Texas, UCLA), Dinamarca (Universidad de Aarhus) , Portugal (Nueva Universidad) y Francia (Universidad de Aix-en-Provence).
Su tesis de doctorado se refería a un análisis de la poética de Carlos Drummond de Andrade, con el título Drummond, um gauche no tempo.
Durante los años 1990-1996 fue presidente de la Fundación Biblioteca Nacional, donde desarrolló grandes acciones para fomentar la lectura, como el Sistema Nacional de Bibliotecas.
Fue el cronista del Diario Brasil (1984-1988) y del periódico The Globe en 2005. Actualmente escribe para los periódicos Estado de Minas y Correo Brasiliense. Estuvo casado con la también escritora Marina Colasanti quien, al igual que Romano de Sant'Anna, también falleció en 2025.

## Cronología
- 1962 - publica El desempleo de la Poesía (ensayo);
- 1965 - dicta cursos de literatura brasileña en la Universidad de California (Los Ángeles) y lanza su primer libro de poemas,' Canto y Palabra;
- 1971 - se casa con Marina Colasanti, escritora y periodista brasileña;
- 1972 - la primera edición del Drummond, um gauche no tempo, tesis doctoral que inició en 1965. Posteriormente publicó tres ediciones.
- 1972 - publica El análisis estructural de las novelas brasileñas;
- 1975 - publica La poesía de la poesía;
- 1976 - profesor de literatura brasileña en la Universidad de Texas, Estados Unidos;
- 1978 - publica El gran discurso del guaraní;
- 1980 - publica ¿Qué país es éste?;
- 1984 - asume la columna previamente asignada a Carlos Drummond de Andrade en el Jornal do Brasil
- 1984 - publica El canibalismo Amoroso, que le valió el premio Pen-Club;
- 1984 - publica La política y la pasión;
- 1985 - Publica ¿Cómo funciona la literatura?;
- 1986 - publica su primer libro de ensayos, La mujer madura;
- 1987 - publica en colaboración con Marina Colassanti El Imaginario para dos;
- 1988 - publica el recopilatorio The Man Who Knew Love;
- 1991 - publica en colaboración con Marina Colassanti Agosto de 1991: Estábamos en Moscú;
- 1993 - publica El lado izquierdo de mi pecho;
- 1994 - Publica Lo hicimos así para resistir;
- 1994 - publica Misterios Gozosos.

## Premios
- Premio Pen-Club
- Premio de la Unión Brasileña de Escritores
- Premio Estado de Guanabara
- Premio Mário de Andrade Instituto Nacional del Libro
- Premio del Gobierno del Distrito Federal